# Jeff of the Universe
Pour plus de détails, voir Fiche technique et Distribution.
Jeff of the Universe est un téléfilm comique américain réalisé par David Mirkin et sorti en 1999.

## Fiche technique
- Titre original : Jeff of the Universe
- Réalisation : David Mirkin
- Scénario : David Mirkin
- Photographie :
- Montage :
- Musique :
- Costumes : Muto-Little
- Décors :
- Casting :
- Producteur : David Mirkin
- Sociétés de production :
- Sociétés de distribution :
- Pays d'origine :  États-Unis
- Langue originale : anglais
- Format : couleur
- Genre : Comédie
- Durée :
- Dates de sortie : 
  - États-Unis : 1999

## Distribution
- Julia Campbell
- Robert Gallo : Harry le sans-abris